# Seznam salcburských biskupů a arcibiskupů

Znak knížecího arcibiskupství salcburského

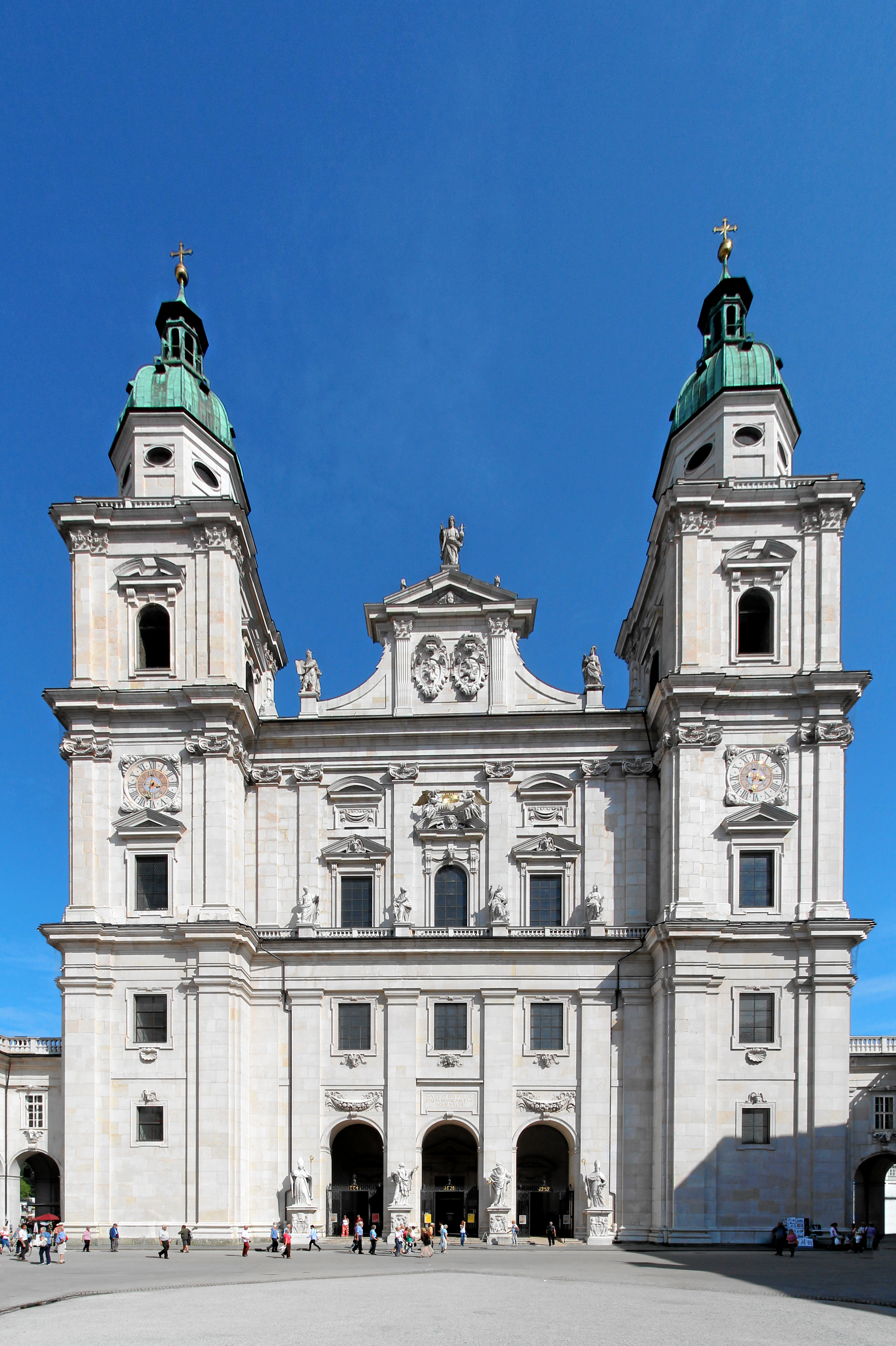
Salcburská katedrála sv. Ruperta a Virgila

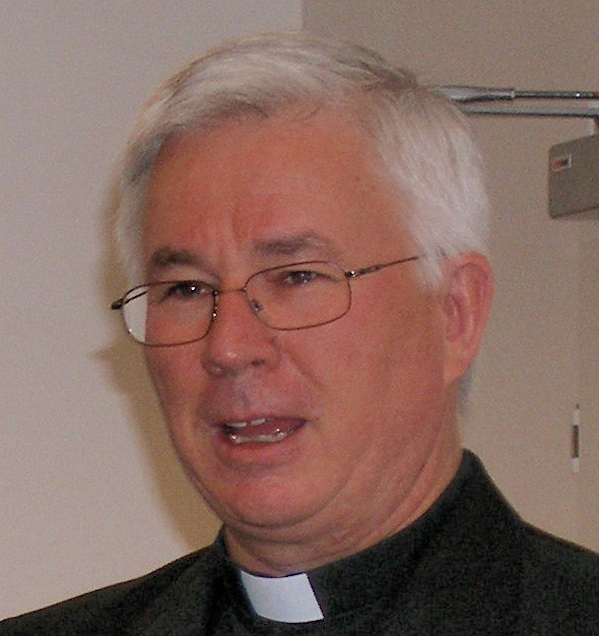
Franz Lackner, úřadující salcburský arcibiskup

Salcburský arcibiskup je současně metropolitou salcburské církevní provincie, stálý papežský legát (legatus natus) a má titul "primas Germaniae" od reformace arcibiskupství magdeburského na začátku 16. století dočasně, a po roce 1648 (od vestfálského míru) trvale, s uznáním císaře i papeže. Od vzniku diecéze (v roce 739 jako biskupství a od 798 roku arcibiskupství), byl (arci)biskup zároveň hlavou suverénního Salcburského knížecího arcibiskupství, a to až do sekularizace knížectví v roce 1803.
| Jméno                                                     | Doba vlády               |
| Biskupové-opati kláštera sv. Petra v Salcburku            |                          |
| Sv. Rupert (biskup-opat salcburský, také biskup wormský)  | 696–716/18               |
| Vitalis (biskup-opat salcburský)                          | 718–727(?)               |
| Flobrigis (lat. Flobargisus, biskup-opat salcburský)      | asi 730 – asi 737        |
| Jan I. (první biskup nové diecéze Salcburk)               | 739–745                  |
| Sv. Virgil                                                | 745–784                  |
| (Beretricus)                                              | 784–785                  |
| Arcibiskupové                                             |                          |
| Arn (od roku 798 první arcibiskup salcburský)             | 785–821                  |
| Adalram                                                   | 821–836                  |
| Liupram                                                   | 836–859                  |
| Adalwin                                                   | 859–873                  |
| Vojtěch I. Salcburský (Adalbert)                          | 873-874                  |
| Theotmar (Dietmar I./Dětmar)                              | 874–907                  |
| Pilgrim I.                                                | 907–923                  |
| Vojtěch II. Salcburský (Adalbert/Odalbert)                | 923–935                  |
| Egilolf                                                   | 935–939                  |
| Herold Salcburský                                         | 939–955                  |
| Fridrich I. Salcburský                                    | 958–991                  |
| Hartvík Salcburský (Hartwig)                              | 991–1023                 |
| Gunther Míšeňský                                          | 1023–1025                |
| Dětmar II. Salcburský                                     | 1025–1041                |
| Baldwin Salcburský                                        | 1041–1060                |
| Gebhard Salcburský                                        | 1060–1088                |
| Berthold von Moosburg – císařský protikandidát            | 1085–1106                |
| Thiemo Salcburský                                         | 1090–1098                |
| Konrád I. z Abensbergu                                    | 1106–1147                |
| Eberhard I. z Biburgu                                     | 1147–1164                |
| Konrád II. Babenberský                                    | 1164–1168                |
| Vojtěch III. Salcburský                                   | 1168–1177                |
| Jindřich z Berchtesgadenu – císařský protikandidát        | 1174–1177                |
| Konrád III. z Wittelsbachu                                | 1177–1183                |
| Vojtěch III. Salcburský (podruhé)                         | 1183–1200                |
| Eberhard II. von Regensberg                               | 1200–1246                |
| Burkhart I. z Ziegenhainu                                 | 1247                     |
| Filip ze Sponnheimu (Administrátor, "zvolený arcibiskup") | 1247–1257                |
| Oldřich Sekovský                                          | 1257–1265                |
| Vladislav Slezský                                         | 1265–1270                |
| Fridrich II. z Walchenu                                   | 1270–1284                |
| Rudolf I. z Hohenecku                                     | 1284–1290                |
| Konrád IV. z Fohnsdorfu                                   | 1291–1312                |
| Weichart z Polheimu                                       | 1312–1315                |
| Fridrich III. Libnický                                    | 1315–1338                |
| Knížata-arcibiskupové                                     | 1328-1803                |
| Jindřich z Pirnbrunnu                                     | 1338–1343                |
| Ortolf z Weissenecku                                      | 1343–1365                |
| Pelhřim II. z Puchheimu                                   | 1365–1396                |
| Řehoř Schenk z Osterwitz                                  | 1396–1403                |
| Eberhard III. z Neuhausu                                  | 1403–1427                |
| Berthold z Wehingenu – protiarcibiskup                    | 1403–1406                |
| Eberhard IV. Starhemberský                                | 1427–1429                |
| Jan II. z Reisbergu                                       | 1429–1441                |
| Fridrich IV. Truchsess z Emmerbergu                       | 1441–1452                |
| Zikmund I. z Volkersdorfu                                 | 1452–1461                |
| PurkarT II. z Weisspriachu                                | 1461–1466                |
| Bernhard von Rohr                                         | 1466–1482                |
| Jan III. Beckenschlager                                   | 1482–1489                |
| Fridrich V. ze Schaunbergu                                | 1489–1494                |
| Zikmund II. z Holleneggu                                  | 1494–1495                |
| Leonhard z Keutschachu                                    | 1495–1519                |
| Matyáš Lang z Wellenburgu                                 | 1519–1540                |
| Arnošt Bavorský (administrátor)                           | 1540–1554                |
| Michael z Kuenburgu                                       | 1554–1560                |
| Jan Jakub z Kuen-Belasy                                   | 1560–1586                |
| Jiří z Kuenburgu                                          | 1586–1587                |
| Wolf Dietrich von Raitenau                                | 1587–1612                |
| Markus Sittikus z Hohenemsu                               | 1612–1619                |
| Paris Lodron                                              | 1619–1653                |
| Guidobald z Thun-Hohenštejna                              | 1654–1668                |
| Max Gandolf von Kuenburg                                  | 1668–1687                |
| Jan Arnošt z Thun-Hohenštejna                             | 1687–1709                |
| František Antonín z Harrachu                              | 1709–1727                |
| Leopold Antonín z Firmianu                                | 1727–1744                |
| Jakub Arnošt z Lichtensteinu-Castelcorna                  | 1745–1747                |
| Ondřej Jakub z Ditrichštejna                              | 1747–1753                |
| Zikmund Kryštof ze Schrattenbachu                         | 1753–1771                |
| Jeroným z Colloreda-Waldsee                               | 1772–1812                |
| Arcibiskupové (po sekularizaci)                           | od r. 1803               |
| Zikmund Kryštof Zeilský a Trauchburský (administrátor)    | 1812–1814                |
| Leopold Maxmilián z Firmianu (administrátor)              | 1816–1822                |
| Augustin Jan Josef Gruber                                 | 1823–1835                |
| Bedřich Schwarzenberg                                     | 1835–1850                |
| Maxmilián Josef z Tarnóczy                                | 1851–1876                |
| František Albert Eder                                     | 1876–1890                |
| Johannes Evangelist Haller                                | 1890–1900                |
| Johannes Baptist Katschthaler                             | 1900–1914                |
| Balthasar Kaltner                                         | 1914–1918                |
| Ignatius Rieder                                           | 1918–1934                |
| Sigismund Waitz                                           | 1934–1941                |
| Andreas Rohracher                                         | 1943–1969                |
| Eduard Macheiner                                          | 1969–1972                |
| Karl Berg                                                 | 1973–1988                |
| Georg Eder                                                | 1989–2002                |
| Alois Kothgasser                                          | 2003 – 4. listopadu 2013 |
| Franz Lackner O.F.M.                                      | od 18. listopadu 2013    |